# Lengvenis
Lengvenis, noto a seguito della sua conversione alla religione ortodossa come Simone Lingwen (in bielorusso Лугвен-Сымон?, Łuhvien Symon; in russo Лугвений, Лугвен, Лугвень?, Lugvenij, Lugven, Lugven'; in polacco Lingwen Semen Olgierdowicz) (1360 circa – dopo il 19 giugno 1431), era uno dei figli di Algirdas, granduca di Lituania, e della sua seconda moglie Uliana di Tver'. È conosciuto per essere stato Principe di Novgorod e per le sue abilità in qualità di stratega militare.

## Biografia
Lengvenis nacque da Algirdas e dalla sua seconda moglie Ul'jana Aleksandrovna Trevskaja intorno al 1360. Nel 1387, in uno scontro che vedeva come rivali dei lituani i cavalieri teutonici, Lengvenis comandò una delle formazioni lituane. Nel 1389–1392 fu nominato governatore di Velikij Novgorod da suo fratello Jogaila, granduca di Lituania e re di Polonia. Fu battezzato secondo il rito ortodosso come Simone e ricevette il titolo di Principe di Novgorod. Effettuando il pagamento di alcuni tributi a Jogaila a Sandomierz nel 1389, rese la Repubblica di Novgorod un feudo della corona polacca. Dopo che Lengvenis perse questo titolo nel 1392, Vitoldo il Grande lo nominò signore di Mscislaŭ nell'allora Lituania orientale (oggi al confine tra la Bielorussia e la Russia). Nel 1406-1411 Lengvenis, una seconda volta, fu nominato da Vitoldo a capo di Novgorod: una volta riassunto questo ruolo, si impegnò in varie schermaglie contro Pskov, l'ordine di Livonia e la Svezia.
Nel 1410 Lengvenis partecipò alla battaglia di Grunwald alla guida di un'armata che disponeva di un suo "stendardo" al fianco di un certo Giorgio: l'episodio è descritto dallo storico polacco Jan Długosz. Spesso Giorgio è considerato il figlio di Lengvenis, ma in altre fonti indicato come Jurij. Molti studiosi ritengono che vi fossero tre stendardi della regione di Smolensk facenti capo a Lengvenis, i quali giocarono un ruolo significativo in quella che fu una delle battaglie più decisive nella storia medievale dell'Europa orientale. Nel 1411 Lengvenis partecipò alla firma del trattato di Toruń. Si sposò con Maria Dmitrovna, principessa di Mosca e figlia di Demetrio del Don.
Nel 1380 fondò il Monastero della Dormizione a Pustynki, vicino a Mscislaŭ.

## Ascendenza
|                       |                    |                          | Genitori              |  |  | Nonni |  |  | Bisnonni |  |  | Trisnonni |  |
|                       |                    |                          |                       |  |  |       |  |  | Butvydas |  |  | …         |  |
|                       |                    |                          |                       |  |  |       |  |  | Butvydas |  |  | …         |  |
|                       |                    | …                        |                       |  |  |       |  |  | Butvydas |  |  |           |  |
| Gediminas             |                    |                          |                       |  |  |       |  |  | Butvydas |  |  |           |  |
|                       |                    | …                        | …                     |  |  |       |  |  |          |  |  |           |  |
|                       |                    | …                        | …                     |  |  |       |  |  |          |  |  |           |  |
|                       |                    | …                        | …                     |  |  |       |  |  |          |  |  |           |  |
| Algirdas              |                    | …                        |                       |  |  |       |  |  |          |  |  |           |  |
|                       |                    | Ivan di Polack           | …                     |  |  |       |  |  |          |  |  |           |  |
|                       |                    | Ivan di Polack           | …                     |  |  |       |  |  |          |  |  |           |  |
|                       |                    | Ivan di Polack           | …                     |  |  |       |  |  |          |  |  |           |  |
| Jewna di Polack       |                    | Ivan di Polack           |                       |  |  |       |  |  |          |  |  |           |  |
|                       |                    | …                        | …                     |  |  |       |  |  |          |  |  |           |  |
|                       |                    | …                        | …                     |  |  |       |  |  |          |  |  |           |  |
|                       |                    | …                        | …                     |  |  |       |  |  |          |  |  |           |  |
| Lengvenis             |                    | …                        |                       |  |  |       |  |  |          |  |  |           |  |
|                       | Michail Jaroslavič | Jaroslav III di Vladimir |                       |  |  |       |  |  |          |  |  |           |  |
|                       | Michail Jaroslavič | Jaroslav III di Vladimir |                       |  |  |       |  |  |          |  |  |           |  |
|                       | Michail Jaroslavič | Ksenija                  |                       |  |  |       |  |  |          |  |  |           |  |
| Alessandro I di Tver' | Michail Jaroslavič |                          |                       |  |  |       |  |  |          |  |  |           |  |
|                       |                    | Anna di Kašin            | Dimitrij Borisovič    |  |  |       |  |  |          |  |  |           |  |
|                       |                    | Anna di Kašin            | Dimitrij Borisovič    |  |  |       |  |  |          |  |  |           |  |
|                       |                    | Anna di Kašin            | …                     |  |  |       |  |  |          |  |  |           |  |
| Uliana di Tver'       |                    | Anna di Kašin            |                       |  |  |       |  |  |          |  |  |           |  |
|                       |                    | Jurij I di Galizia       | Leone I di Galizia    |  |  |       |  |  |          |  |  |           |  |
|                       |                    | Jurij I di Galizia       | Leone I di Galizia    |  |  |       |  |  |          |  |  |           |  |
|                       |                    | Jurij I di Galizia       | Costanza d'Ungheria   |  |  |       |  |  |          |  |  |           |  |
| Anastasia di Galizia  |                    | Jurij I di Galizia       |                       |  |  |       |  |  |          |  |  |           |  |
|                       |                    | Eufemia di Cuiavia       | Casimiro I di Cuiavia |  |  |       |  |  |          |  |  |           |  |
|                       |                    | Eufemia di Cuiavia       | Casimiro I di Cuiavia |  |  |       |  |  |          |  |  |           |  |
|                       |                    | Eufemia di Cuiavia       | Eufrosina di Opole    |  |  |       |  |  |          |  |  |           |  |
|                       |                    | Eufemia di Cuiavia       |                       |  |  |       |  |  |          |  |  |           |  |